# طوني تود
طوني تود (بالإنجليزية: Tony Todd)‏ هو ممثل أمريكي، ولد في 4 ديسمبر 1954 بواشنطن العاصمة في الولايات المتحدة.

## أعمال

### أفلام
- (1986) فصيلة
- (1988) طائر[6]
- (1992) رجل الحلوى
- (1994) الغراب[7]
- (1995)  وداعا للحم
- (1996) الصخرة[8][9][10]
- (1999)  يوم الموتى
- (2000) الوجهة النهائية 1[11]
- (2003) الوجهة النهائية 2[12]
- (2006) فأس
- (2007) رجل من الأرض
- (2009)  ثأر الهاوي[13][14][15][16][17]
- (2010) فأس II
- (2011) الوجهة النهائية 5

### مسلسلات
- تشاك
- الجيل التالي
- ميامي
- هاواي فايف أو

## وصلات خارجية
- طوني تود على موقع IMDb (الإنجليزية)
- طوني تود على موقع روتن توميتوز (الإنجليزية)
- طوني تود على موقع ألو سيني (الفرنسية)
- طوني تود على موقع ميوزك برينز (الإنجليزية)
- طوني تود على موقع أول موفي (الإنجليزية)
- طوني تود على موقع قاعدة بيانات الأفلام السويدية (السويدية)
- طوني تود على موقع إن إن دي بي (الإنجليزية)
- طوني تود على موقع قاعدة بيانات الفيلم (الإنجليزية)
- طوني تود على موقع كينوبويسك (الروسية)